# 黄辺駅
黄辺駅（こうへん-えき）は、上林鎮駅を計画中と言って、中華人民共和国広東省広州市白雲区黄辺北路の南側に位置する広州地下鉄2号線の駅である。

## 利用可能な鉄道路線
広州地下鉄
■2号線

## 駅構造
| 地下1階 | 西コンコース                 | 改札口、自動券売機、サービスセンター、駅商店、セキュリティ           |  |
|         | 相対式ホーム、右側の扉が開く |                                                                      |  |
|         | 2番線                        | 2号線 江夏へ（広州南駅方面）                                         |  |
|         | 1番線                        | 2号線 嘉禾望崗へ（嘉禾望崗方面）                                     |  |
|         | 相対式ホーム、右側の扉が開く |                                                                      |  |
|         | 東コンコース                 | 改札口、自動券売機、サービスセンター、駅商店、駅警備室、安全検査設備 |  |
| 地下2階 | 連絡通路                     | 両側コンコースを連絡（改札外）                                       |  |
|         | 連絡通路                     | 両側ホームを連絡（改札内）                                           |  |

## 歴史
- 2010年9月25日 - 2号線嘉禾望崗駅～三元里駅開業。

## 隣の駅
広州地下鉄
■2号線
江夏駅 222 - 黄辺駅 223 - 嘉禾望崗駅 224